# Playa de Samil
La playa de Samil está situada en la parroquia de Navia, en el municipio gallego de Vigo. Es la playa más larga de todo el municipio.

## Características
Playa urbana, localizada al oeste de la ciudad de Vigo. El extenso arenal de Samil, con una longitud superior al kilómetro de finas arenas, es una de las playas más concurridas y conocidas de las rías Bajas gallegas, tanto por su belleza como por contar con todo tipo de equipamientos y comodidades. Por su zona norte, finaliza en una zona rocosa intercalada por finas arenas y retazos del campo dunar que en otros tiempos ocupó la postplaya del arenal, donde se diferencian las pequeñas calas de A Punta, en Teis, que si tiene Bandera Azul  y Espedrigada,  de vocación nudista.

## Servicios
Todos, incluidos canchas de baloncesto, duchas, lavapies, megafonía, merenderos, paseo marítimo, piscinas públicas, parques infantiles, pista de patinaje, servicio para el baño en el mar de personas con discapacidades físicas, zonas verdes y un puesto de vigilancia y salvamento de la Cruz Roja, entre otras dotaciones. En las inmediaciones de la playa también se encuentran una bolera, camping, discotecas, hoteles, restaurantes y el Complejo deportivo de Samil, que incluye un campo de fútbol, tres pistas de pádel y doce pistas de tenis.

## Accesos
Acceso rodado muy fácil con grandes zonas de aparcamiento. Carretera Vigo-Bayona. Avenida de Samil. Autobuses urbanos de Vitrasa desde Vigo: L10, C15A, C15B y C15C todo el año; C3 en verano; y líneas nocturnas CN1 y CN2.

## Otros
Vistas de las islas Cíes y puestas de sol en el mar.

## Recomendaciones
Todo tipo de ambientes. La zona más natural de la playa se localiza en el extremo norte.
Se recomienda comprobar el estado del agua ya que los análisis han dado lugar a la perdida de bandera azul en 2025. 